# الأخت روزيتا ثاربيه
الأخت روزيتا ثاربيه (بالإنجليزية: Sister Rosetta Tharpe)‏ (و. 1915 – 1973 م) هي موسيقية، ومغنية، وعازفة قيثارة أمريكية، ولدت في أركنساس، توفيت في فيلادلفيا، عن عمر يناهز 58 عاماً، بسبب سكتة.

## جوائز
حصلت على جوائز منها:
- الصالة الفخرية للروك آند رول (2018).

## وصلات خارجية
- الأخت روزيتا ثاربيه على موقع IMDb (الإنجليزية)
- الأخت روزيتا ثاربيه على موقع الموسوعة البريطانية (الإنجليزية)
- الأخت روزيتا ثاربيه على موقع ميوزك برينز (الإنجليزية)
- الأخت روزيتا ثاربيه على موقع أول ميوزيك (الإنجليزية)
- الأخت روزيتا ثاربيه على موقع ديسكوغز (الإنجليزية)
- الأخت روزيتا ثاربيه على موقع قاعدة بيانات الفيلم (الإنجليزية)
- الأخت روزيتا ثاربيه في قاعدة بيانات الأفلام على الإنترنت